# 層壓

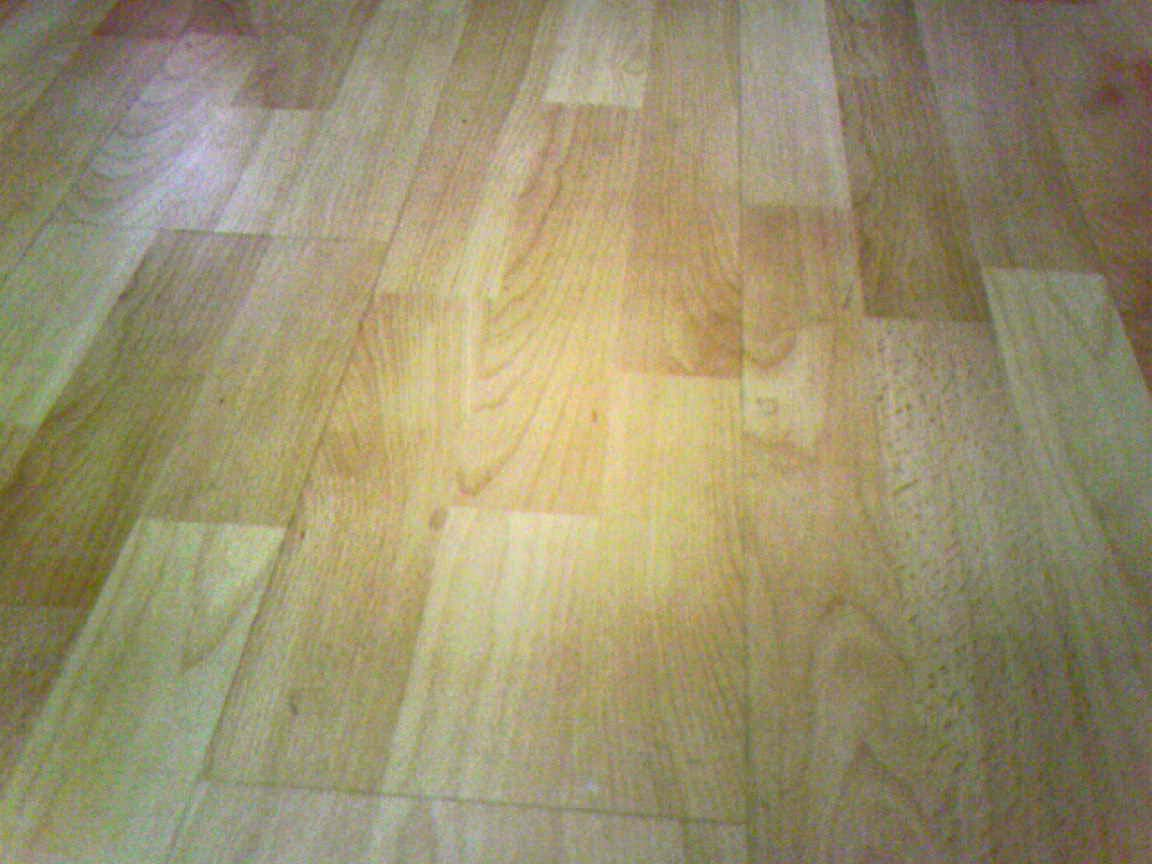
复合地板

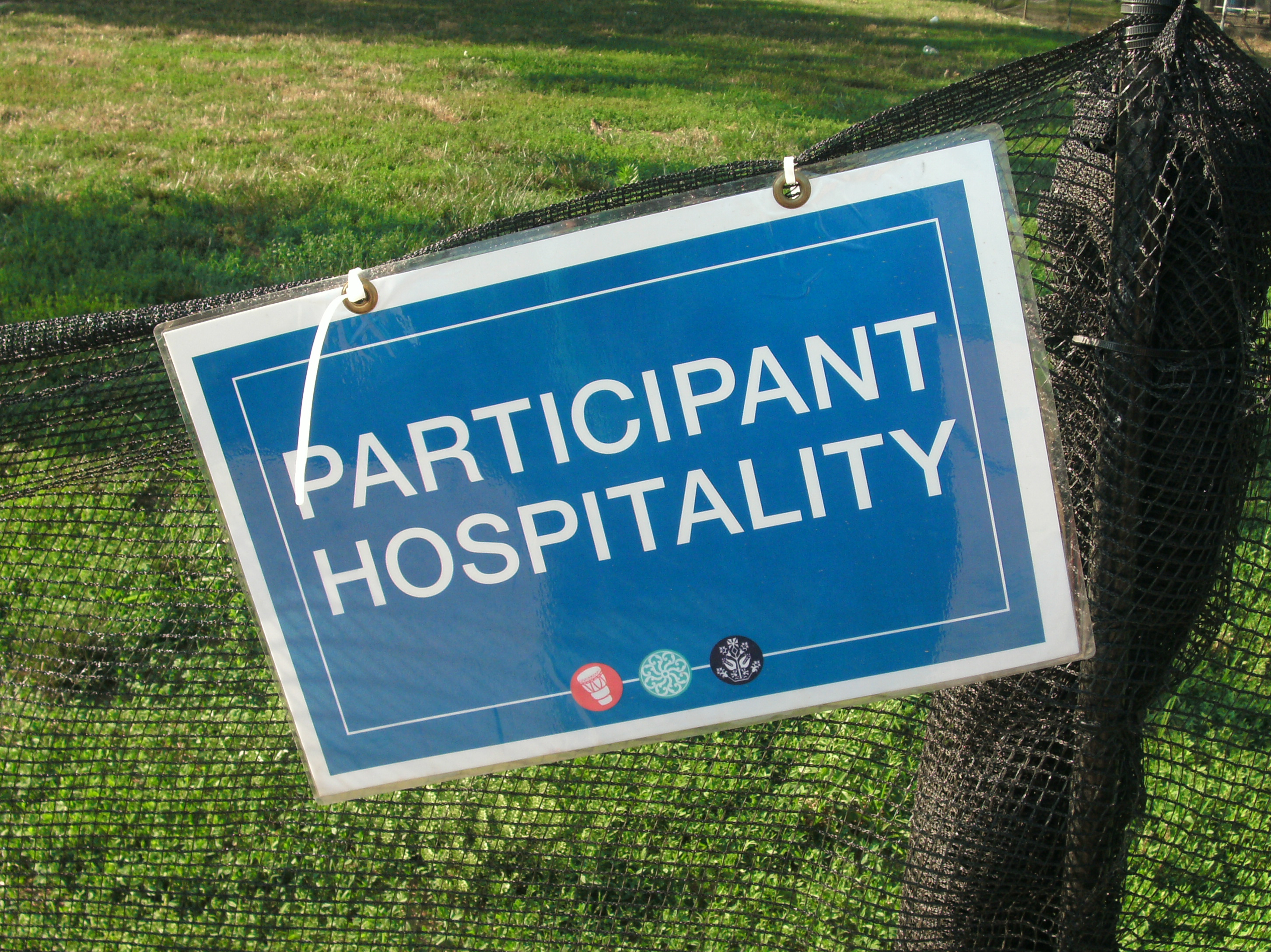
一張塑封過的紙

层压 (台灣稱作護貝，香港稱作過膠) 是指人們将多层不同的材料通過热能、压力、焊接、黏合剂、压力机等手段拼合在一起的過程，目的是改善物體的强度、隔音性、外观或其他性能。而在紙上表面包上一塊薄塑膠（或者其他物質）膜的過程，則叫塑封或覆膜。它可以起到保護紙張的作用。